# Qualificazioni al campionato europeo femminile di calcio 2017 - Fase a gironi, gruppo 5
Il gruppo 5 delle qualificazioni al campionato europeo femminile di calcio 2017 è composto da cinque nazionali: Croazia, Germania, Russia, Turchia e Ungheria. La composizione degli otto gruppi nella fase a gironi di qualificazione venne decisa dal sorteggio tenutosi il 20 aprile 2015.
Il torneo si è disputato con la formula del girone all'italiana, con le squadre che si sono affrontate con partite di andata e ritorno. La vincitrice del girone si è qualificata direttamente per la fase finale del torneo, mentre la seconda classificata è stata direttamente qualificate se risultata una delle sei migliori seconde tra tutti gli otto gruppi (non contando i risultati contro le squadre giunte al quinto posto nel girone); in caso contrario le due restanti si sono giocate la partecipazione alla fase successiva nella fase dei play-off.

## Classifica finale
| Squadra  | Pt | G | V | N | P | GF | GS | DR  |
| -------- | -- | - | - | - | - | -- | -- | --- |
| Germania | 24 | 8 | 8 | 0 | 0 | 35 | 0  | +35 |
| Russia   | 14 | 8 | 4 | 2 | 2 | 14 | 9  | +5  |
| Ungheria | 8  | 8 | 2 | 2 | 4 | 8  | 20 | -12 |
| Croazia  | 7  | 8 | 2 | 1 | 5 | 8  | 15 | -7  |
| Turchia  | 4  | 8 | 1 | 1 | 6 | 3  | 24 | -21 |

|          | Croazia (bandiera) | Germania (bandiera) | Russia (bandiera) | Turchia (bandiera) | Ungheria (bandiera) |
| -------- | ------------------ | ------------------- | ----------------- | ------------------ | ------------------- |
| Croazia  |                    | 0 - 1               | 0 - 3             | 3 - 0              | 1 - 1               |
| Germania | 2 - 0              |                     | 2 - 0             | 7 - 0              | 12 - 0              |
| Russia   | 5 - 0              | 0 - 4               |                   | 2 - 0              | 3 - 3               |
| Turchia  | 1 - 4              | 0 - 6               | 0 - 0             |                    | 2 - 1               |
| Ungheria | 2 - 0              | 0 - 1               | 0 - 1             | 1 - 0              |                     |

## Risultati
Tutti gli orari sono CEST (UTC+2) per le date dal 29 marzo al 24 ottobre 2015 e tra il 27 marzo e il 29 ottobre 2016, per le altre date sono CET (UTC+1).
| Arbitro: | Esther Azzopardi |

|          |           |                                               |
| Uraz 17’ | Marcatori | 29’ Landeka 71’ Joščak 80’ Šundov 90+2’ Šalek |

| Arbitro: | Sara Persson |

| |           |  |
| Popp 7’, 66’ Maier 9’ Kemme 16’ Behringer 19’ (rig.) Bremer 28’, 70’, 84’ Goeßling 33’, 39’ Laudehr 63’ Leupolz 72’ | Marcatori |  |

| Arbitro: | Sabine Bonnin |

|  |           |         |
|  | Marcatori | 4’ Popp |

| Arbitro: | Tess Petersson |

|          |           |  |
| Szuh 46’ | Marcatori |  |

| Arbitro: | Efthalia Mitsi |

|                       |           |  |
| Islacker 8’ Maier 48’ | Marcatori |  |

| Arbitro: | Rhona Daly |

|                                                                                |           |  |
| Islacker 6’ Mittag 29’ Behringer 37’ (rig.) Däbritz 69’, 90+3’ Magull 78’, 86’ | Marcatori |  |

| Arbitro: | Eleni Lampadariou |

|            |           |                    |
| Joščak 68’ | Marcatori | 45’ (rig.) Jakabfi |

| Fethiye 25 novembre 2015, ore 15:00 | Turchia    | 0 – 0 referto | Russia | Fethiye İlçe Stadyumu (1 485 spett.)\| Arbitro: \| Ana Aguiar \| |
| Arbitro:                            | Ana Aguiar |               |        |                                                                  |

| Arbitro: | Sarah Garratt |

|  |           |               |
|  | Marcatori | 55’ Makarenko |

| Arbitro: | Ivana Projkovska |

|                                   |           |  |
| Šundov 29’ Joščak 39’ Andrlić 88’ | Marcatori |  |

| Arbitro: | Florence Guillemin |

|  |           |                                                      |
|  | Marcatori | 29’, 60’, 90+3’ Kerschowski 40’ Mittag 78’, 86’ Popp |

| Arbitro: | Zuzana Kováčová |

|                  |           |  |
| Jakabfi 43’, 86’ | Marcatori |  |

| Arbitro: | Marte Sørø |

|                         |           |  |
| Marozsán 32’ Mittag 50’ | Marcatori |  |

| Arbitro: | Sofia Karagiorgi |

|                                           |           |                                 |
| Terechova 13’, 85’ (rig.) Dmitrenko 90+2’ | Marcatori | 19’ Vágó 66’ Zeller 76’ Jakabfi |

| Arbitro: | Vivian Peeters |

|                             |           |  |
| Pantjuchina 47’ Karpova 64’ | Marcatori |  |

| Arbitro: | Julia-Stefanie Baier |

|                                 |           |             |
| Türkoğlu 4’ Mosdóczi 27’ (aut.) | Marcatori | 40’ Jakabfi |

| Arbitro: | Morag Pirie |

|  |           |                                            |
|  | Marcatori | 10’ (aut.) Žigić 21’ Karpova 38’ Kožnikova |

| Arbitro: | Cristina Dorcioman |

|  |           |                                                          |
|  | Marcatori | 7’ (aut.) Cybutovič 14’ Maier 26’ Hendrich 78’ Petermann |

| Arbitro: | Lina Lehtovaara |

|  |           |                  |
|  | Marcatori | 29’ (aut.) Szabó |

| Arbitro: | Carina Vitulano |

|                                                               |           |  |
| Pantjuchina 6’ Černomyrdina 12’ Danilova 25’, 44’ Sočneva 75’ | Marcatori |  |

## Statistiche

### Classifica marcatrici
5 reti
- Alexandra Popp
- Zsanett Jakabfi (1 rig.)

3 reti
- Maja Joščak
- Pauline Bremer

- Isabel Kerschowski
- Leonie Maier

- Anja Mittag

2 reti
- Kristina Šundov
- Melanie Behringer (2 rig.)
- Sara Däbritz
- Lena Goeßling

- Mandy Islacker
- Lina Magull
- Elena Danilova

- Nadežda Karpova
- Ekaterina Pantjuchina
- Elena Terechova (1 rig.)

1 rete
- Mateja Andrlić
- Iva Landeka
- Martina Šalek
- Kathrin Hendrich
- Tabea Kemme
- Simone Laudehr
- Melanie Leupolz

- Dzsenifer Marozsán
- Lena Petermann
- Erika Szuh
- Fanny Vágó
- Dóra Zeller
- Margarita Černomyrdina

- Ekaterina Dmitrenko
- Anna Kožnikova
- Dar'ja Makarenko
- Ekaterina Sočneva
- Ece Türkoğlu
- Yağmur Uraz

Autoreti
- Sandra Žigić (a favore della Russia)
- Evelin Mosdóczi (a favore della Turchia)

- Viktória Szabó (a favore della Germania)

- Ksenija Cybutovič (a favore della Germania)